# Pedaliodes pelinaea
Pedaliodes pelinaea är en fjärilsart som beskrevs av William Chapman Hewitson 1857. Pedaliodes pelinaea ingår i släktet Pedaliodes och familjen praktfjärilar. Inga underarter finns listade i Catalogue of Life.